# Dograde
Dograde falu Horvátországban Split-Dalmácia megyében. Közigazgatásilag Marinához tartozik.

## Fekvése
Split központjától légvonalban 26, közúton 45 km-re, Trogirtól 17 km-re nyugatra, községközpontjától 4 km-re északra, Dalmácia középső részén fekszik.

## Története
Hosszú ideig a tőle délnyugatra fekvő Gustirna településrésze volt és csak 2001-től számít teljesen önálló településnek. 1880-ban 164, 1910-ben 284 lakosa volt. Az I. világháború után rövid ideig az Olasz Királyság, ezután a Szerb-Horvát-Szlovén Királyság, majd Jugoszlávia része lett. Lakossága 2011-ben 194 fő volt.

## Lakosság
| Lakosság változása | Lakosság változása | Lakosság változása | Lakosság változása | Lakosság változása | Lakosság változása | Lakosság változása | Lakosság változása | Lakosság változása | Lakosság változása | Lakosság változása | Lakosság változása | Lakosság változása | Lakosság változása | Lakosság változása | Lakosság változása |
| ------------------ | ------------------ | ------------------ | ------------------ | ------------------ | ------------------ | ------------------ | ------------------ | ------------------ | ------------------ | ------------------ | ------------------ | ------------------ | ------------------ | ------------------ | ------------------ |
| 1857               | 1869               | 1880               | 1890               | 1900               | 1910               | 1921               | 1931               | 1948               | 1953               | 1961               | 1971               | 1981               | 1991               | 2001               | 2011               |
| 0                  | 0                  | 164                | 211                | 273                | 284                | 0                  | 0                  | 317                | 308                | 327                | 323                | 0                  | 0                  | 247                | 194                |

(1880-tól 1910-ig és 1948-tól 1971-ig településrésznek számított. 1857-ben, 1869-ben, 1921-ben és 1931-ben lakosságát Marinához, 1981-ben és 1991-ben Gustirnához számították.)

## Nevezetességei
A falu első és egyetlen szakrális építménye a brači kőből faragott, ősi horvát motivumokkal és a falu új címerével díszített kereszt. Régen egy fakereszt állt ezen a helyen, mely valószínűleg még az I. világháború előtt készült. A mai keresztet Tomislav Šalov szobrászművész faragta. A kereszten egy evangéliumi idézet látható „Uzmi svoj križ i pođi za mnom” (Vedd keresztedet és kövess engem). A kereszt előtt az összetett kezekkel térdeplő Boldogasszony szobra látható. A kereszt mellett a horvát zászló leng. Felszentelése 2002. augusztus 4-én volt.